# Comuna Ciorna Kameanka, Mankivka
Ciorna Kameanka (în ucraineană Чорна Кам'янка) este o comună în raionul Mankivka, regiunea Cerkasî, Ucraina, formată din satele Ciorna Kameanka (reședința) și Iurpil.

## Demografie
Componența lingvistică a comunei Ciorna Kameanka
     Ucraineană (98,57%)
     Rusă (1,17%)
     Alte limbi (0,17%)
Conform recensământului din 2001, majoritatea populației comunei Ciorna Kameanka era vorbitoare de ucraineană (98,57%), existând în minoritate și vorbitori de rusă (1,17%).